# Melanisme industrial
El melanisme industrial és un procés observat en moltes espècies de lepidòpters pròpies de zones urbanes, motiu pel qual les ales adquireixen una tonalitat fosca. En particular, el melanisme industrial de la Biston betularia ha estat molt important en el desenvolupament de la genètica de poblacions i de l'evolució en general, considerant un dels millors exemples de canvi per selecció natural.

## El melanisme industrial de laBiston betulariacom a exemple de selecció natural

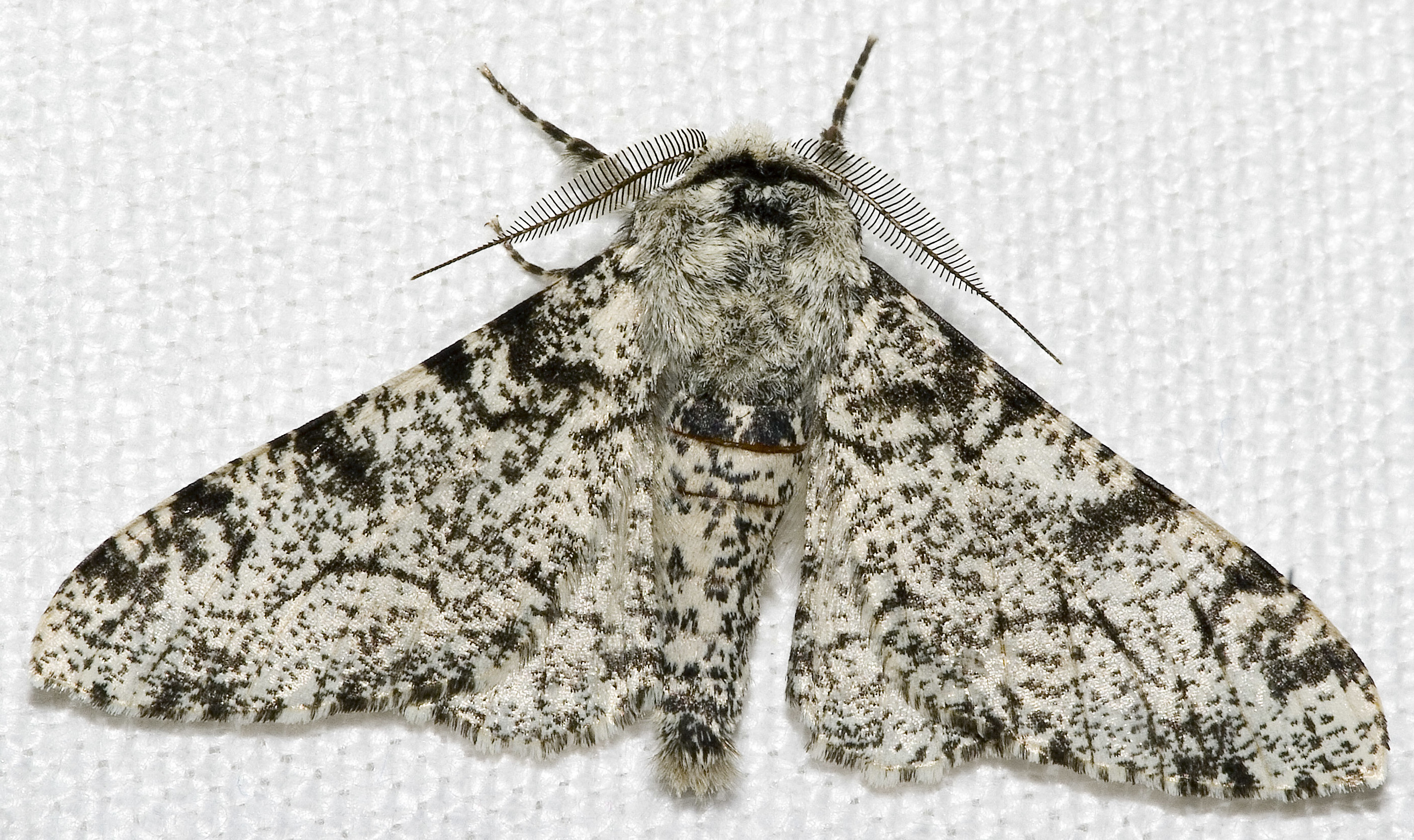
Biston betularia f. típica

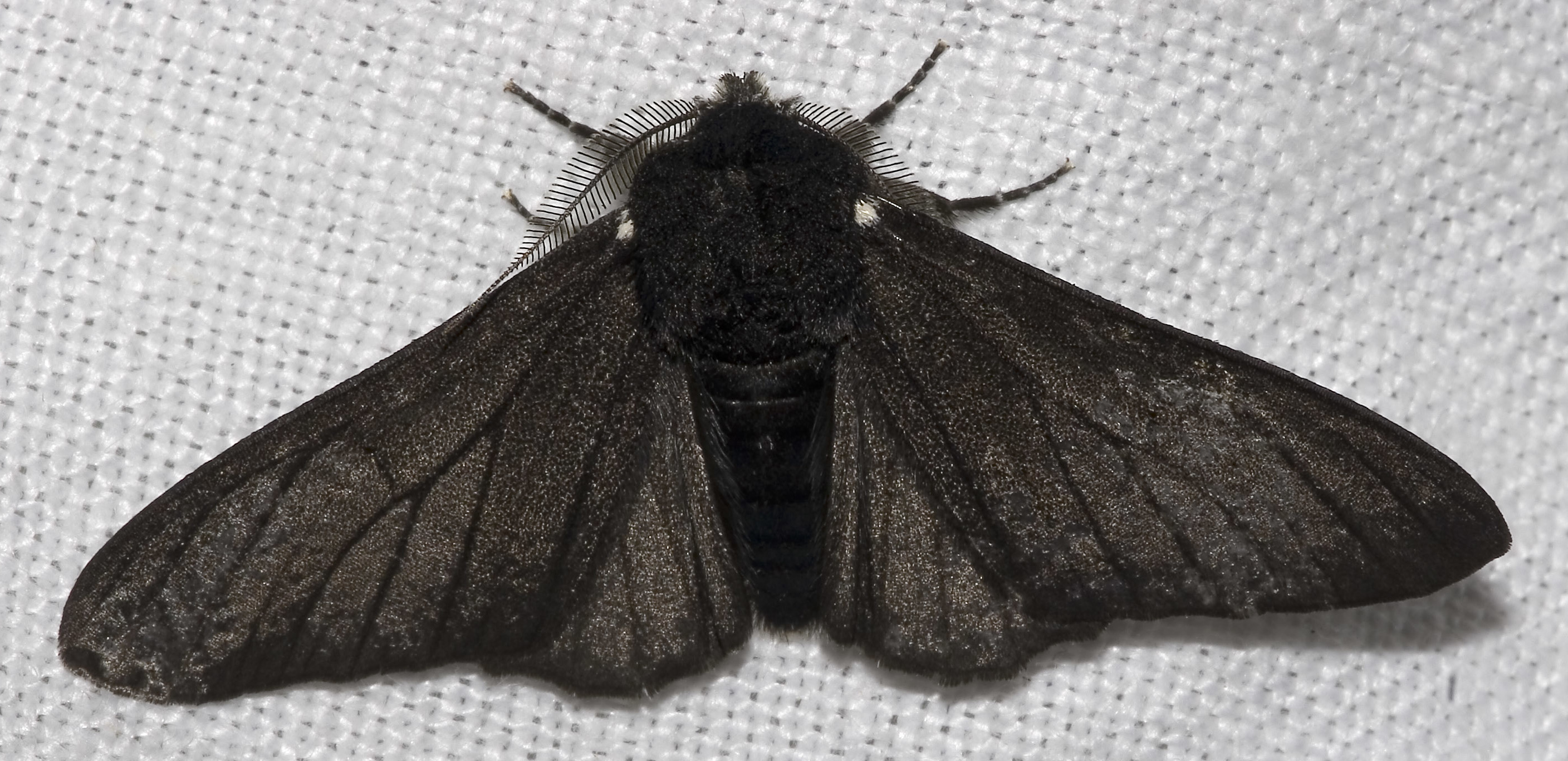
Biston betularia f. carbonaria

Biston betularia, o papallona del bedoll és un lepidòpter nocturn que durant el dia descansa en les branques o troncs dels arbres coberts de líquens de color grisenc, de manera que el color blanc brut de les seves ales contribueix a fer que es confonguin amb ells.
A partir de mitjan segle xix van començar a observar cada vegada més exemplars de color fosc (melàniques), que van ser denominats carbonarios, per distingir-la de forma més habitual. El 1848 es descobria el primer exemplar prop de Manchester i el 1898 el 95% de totes les papallones de bedoll eren de la varietat carbonaria.
El britànic H. B. D. Kettlewell va partir de la hipòtesi que ja abans del procés d'industrialització existien formes melenes, com testifiquen antigues col·leccions de papallones. No obstant això, els exemplars de color negre que existien abans de la revolució industrial destacaven tant sobre el fons clar dels bedolls que ràpidament eren devorats pels ocells, de manera que el gen responsable no podia imposar-se en la població. Però amb l'augment de la contaminació en els centres industrials britànics i l'enfosquiment de l'escorça dels bedolls, eren les papallones clares les que destacaven sobre el fons i eren devorades.
Per provar la interpretació darwinista d'aquest fenomen, es van realitzar diversos experiments:
- Es va alimentar a erugues de papallones clares amb fulles contaminades de sutge i altres residus industrials. Les papallones seguien sent clares, fet que va provar que no era la contaminació el que provocava el canvi.
- Es van realitzar encreuaments que van demostrar que l'herència seguia una lògica Mendel·liana.
- Es van marcar amb pintura papallones típiques i carbonaries en proporció 3:1, i es van alliberar en un bosc contaminat de sutge. Al cap d'uns dies, es va obtenir una papallona clara i sis fosques. D'altra banda, en un bosc no contaminat, es van deixar anar els dos tipus de varietats marcades en proporció 1:1, en recuperar-les, el resultat va ser d'una papallona fosca per cada dos clares.
- Observant la forma de vida d'ambdós tipus de papallones, es va comprovar que els ocells capturaven aquelles que destacaven més. La carbonaria sobrevivia un 17% menys quan l'entorn no estava contaminat, mentre que tenia un 10% més de possibilitats a les zones industrials.
- Els experiments realitzats en tota la Gran Bretanya van demostrar que com més extensa era l'àrea industrial, major era la proporció de les formes melàniques.